# John Nicholaas Rep
John Nicholaas Rep, més conegut com a Johnny Rep, (Zaandam, 25 de novembre de 1951) fou un futbolista neerlandès de la dècada de 1970 i posteriorment entrenador.

## Trajectòria esportiva
Fou membre de la taronja mecànica neerlandesa dels anys 1970 que fou finalista dels Mundials de 1974 i 1978. Pel que fa a clubs, destacà a l'Ajax Amsterdam. Rep marcà el gol de la victòria davant la Juventus a la final de la Copa d'Europa de 1973. El 1975 fitxà pel València CF, on romangué dos anys. També jugà a l'SC Bastia, club amb el qual arribà a la final de la Copa de la UEFA de la temporada 1977-78. El 1979 signà amb l'AS Saint-Étienne de Michel Platini on romangué quatre temporades. Un cop retirat ha estat entrenador del club FC Omniworld.

## Palmarès
Ajax
- Lliga neerlandesa de futbol: 1
  - 1972-73
- Copa d'Europa de futbol: 1
  - 1972-73
- Supercopa d'Europa de futbol: 2
  - 1972, 1973
- Copa Intercontinental de futbol: 1
  - 1972

Saint-Etienne
- Lliga francesa de futbol: 1
  - 1980-81